# 崔靈恩
崔靈恩（？—？），清河郡东武城县人，南北朝北魏、南梁官員與儒者。
崔靈恩少年好學，經學習精通《五經》，尤其關於《三禮》、《三傳》。他在北魏曾擔任太常博士，天監十三年（514年）回到南梁，梁武帝以他懂得儒學，擢升拜任員外散騎侍郎，累遷步兵校尉，兼官國子博士。他聚眾講學，經常有數百人聽講；他個性真率無表情，解釋經書道理十分仔細，建康的儒者十分敬重他，而他的助教孔僉也很好學。崔靈恩首先熟悉《左傳》服解，但不在江東流行；之後改說杜義，文句通常難以信服，就寫作《左氏條義》理順分明。他的另一位助教虞僧誕精通杜學，就寫作《申杜難服》答謝崔靈恩，並行於世。
最初儒者論述天總是秉持「渾」、「蓋」其中一種意思，兩種論點不相容，崔靈恩將兩者融合立義。之後他出任長沙內史，再任職國子博士，很多人都找他聽講；外任明威將軍、桂州刺史，在任內去世。他有著作集注《毛詩》二十二卷，集注《周禮》四十卷，制《三禮義宗》四十七卷，《左氏經傳義》二十二卷，《左氏條例》十卷，《公羊穀梁文句義》十卷。

## 引用
1. 1 2  《梁書·卷四十八·列傳第四十二》：崔靈恩，清河武城人也。少篤學，從師遍通《五經》，尤精《三禮》、《三傳》。先在北仕爲太常博士，天監十三年歸國。高祖以其儒術，擢拜員外散騎侍郎，累遷步兵校尉，兼國子博士。
2. 1 2  《南史·卷七十一·列傳第六十一》：崔靈恩，清河東武城人也。少篤學，遍習五經，尤精三禮、三傳。仕魏為太常博士。天監十三年歸梁，累遷步兵校尉，兼國子博士。
3. ↑  《梁書·卷四十八·列傳第四十二》：靈恩聚徒講授，聽者常數百人。性拙朴無風采，及解經析理，甚有精緻，京師舊儒咸稱重之，助教孔僉尤好其學。靈恩先習《左傳》服解，不爲江東所行；及改說杜義，每文句常申服以難杜，遂著《左氏條義》以明之。時有助教虞僧誕又精杜學，因作《申杜難服》，以報靈恩，世並行焉。
4. ↑  《南史·卷七十一·列傳第六十一》：靈恩聚徒講授，聽者常數百人。性拙樸，無風采，及解經析理，甚有精緻，都下舊儒咸稱重之。助教孔僉尤好其學。靈恩先習左傳服解，不為江東所行，乃改說杜義。每文句常申服以難杜，遂著左氏條義以明之。時助教虞僧誕又精杜學，因作申杜難服以答靈恩，世並傳焉。
5. ↑  《梁書·卷四十八·列傳第四十二》：先是儒者論天，互執渾、蓋二義，論蓋不合於渾，論渾不合於蓋。靈恩立義，以渾、蓋爲一焉。出爲長沙內史，還除國子博士，講衆尤盛。出爲明威將軍、桂州刺史，卒官。靈恩集注《毛詩》二十二卷，集注《周禮》四十卷，制《三禮義宗》四十七卷，《左氏經傳義》二十二卷，《左氏條例》十卷，《公羊穀梁文句義》十卷。
6. ↑  《南史·卷七十一·列傳第六十一》：先是儒者論天，互執渾蓋二義，論蓋不合渾，論渾不合蓋。靈恩立義，以渾蓋為一焉。出為長沙內史，還除國子博士，講眾尤盛。又出為桂州刺史，卒官。靈恩集注毛詩二十二卷，集注周禮四十卷，制三禮義宗三十卷，左氏經傳義二十二卷，左氏條例十卷，公羊、谷梁文句義十卷。

## 延伸阅读
[在维基数据编辑]
 《梁書·卷48》，出自姚思廉《梁書》